# Calçot

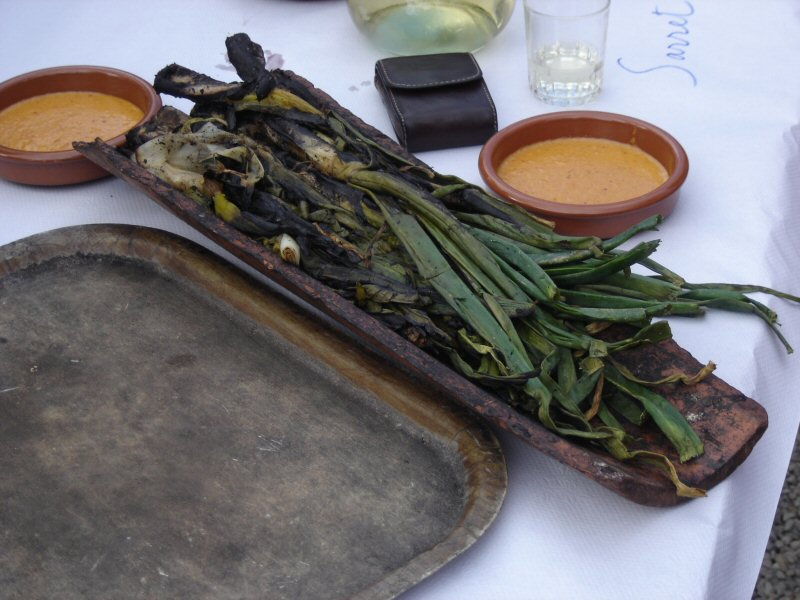
Des calçots avec de la sauce romesco.

Les calçots sont une variété d'oignons catalans tendres et doux. On les couvre de terre au fur et à mesure qu'ils poussent. Ils sont de la même famille que les oignons avec des feuilles en forme de tube.

## Présentation
On pense que[évasif] ce mode de culture a été inventé par Xat de Benaigues, un paysan qui habitait à Valls, province de Tarragone (Catalogne), à la fin du XIXe siècle. Les calçots cuits à feu vif sont très populaires depuis le début du XXe siècle.
Les calçots se mangent entre janvier et mars, cuits au feu de bois directement sur une grille en extérieur et accompagnés d’une sauce typique, la sauce pour calçots, ou salvitxada, qui est proche de la sauce romesco. Ces deux sauces contiennent de la nyora, un poivron séché cultivé dans l'Est de l'Espagne très populaire dans la cuisine catalane.
La façon traditionnelle de les cuire sur le feu et de les servir avec une sauce catalane s'appelle la calçotada.
Les calçots de Valls sont classés appellation d'origine protégée par l'Union européenne.

### Articles connexes

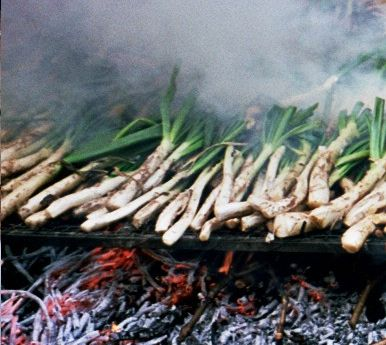
Calçots grillés.